# Limbé
Limbé este un oraș din Camerun.